# Gran Turismo 2
Gran Turismo 2 (グランツーリスモ2?, Guran Tsūrisumo Tsū) è il secondo capitolo della serie Gran Turismo. Il videogioco è stato sviluppato da Polyphony Digital e pubblicato da Sony Interactive Entertainment per la PlayStation l'11 dicembre 1999 in Giappone, nell'America settentrionale il 16 dicembre 1999, mentre in Europa il videogioco è stato reso disponibile il 28 gennaio 2000.

## Struttura del gioco
Il gioco è composto da due versioni, Arcade e Modalità GT (in originale Simulation), che rimangono rispettivamente la modalità per fare velocemente gare con gli amici e quella per intraprendere una realistica carriera da pilota.
Ogni modalità ha un CD dedicato, in modo da poter sfruttare al massimo la capacità del CD e poter aumentare la sua bellezza sia come grafica sia come assortimento (superando i 600 modelli) d'auto disponibili.
La schermata iniziale del gioco si propone come una mappa di una città, divisa in quattro zone ciascuna delle quali ospita le concessionarie di un'area del mondo. Le numerosissime case giapponesi si propongono come quelle a cui rivolgersi all'inizio del gioco in quanto sono le uniche a poter vendere, a costi medio-bassi, auto usate e competitive per le gare di inizio gioco, mentre le americane sono quelle che producono generalmente auto più potenti, alcune anche a basso costo.
Con un capitale iniziale di soli 10.000 crediti sarà necessario cercare una auto usata in una concessionaria: il prezzo medio delle auto nuove è infatti superiore ai 10.000 crediti e non possono dunque essere la prima scelta del giocatore.
Le auto che è possibile tenere nel proprio garage sono più di cento ed è possibile comprarne e venderne finché ci saranno posto e crediti. Il gioco offre la possibilità di caricare il proprio garage semplicemente scegliendo la memory card su cui si è precedentemente salvato una diversa progressione di gioco (ciò permette inoltre di poter duplicare i posti in garage per chi vuole collezionare le migliori auto). Nella modalità arcade ciò si traduce nella possibilità di "portarsi dietro" il proprio garage semplicemente inserendo la propria memory card in modo da poter sfidarsi con le proprie configurazioni e assetti, scambiare le auto tra un giocatore e l'altro semplicemente vendendo e acquistando direttamente dal garage dell'avversario.

## Le piste
Triplicate rispetto al primo capitolo di GT (ora 27), le piste sono uno dei punti forti del gioco. Si potrà guidare, a volte anche al contrario, in alcuni famosi circuiti mondiali tra cui la difficile Laguna Seca, oppure un mito delle corse fuoristrada come la Pikes Peak; viene inoltre introdotta la modalità Rally.

## Le gare
Le gare disputabili variano dai campionati ufficiali internazionali fino a piccoli trofei e raduni "provinciali". Il gioco prevede quattro modalità di gara disponibili:
- Lega Gran Turismo: campionati nazionali ed intercontinentali;
- Evento speciale: trofei e coppe minori;
- Sterrato: gare su percorsi non asfaltati;
- Endurance: gare su asfalto caratterizzate da lunga durata (anche più ore consecutive).

Spesso per partecipare ad una gara occorrono dei precisi requisiti, tra i quali possedere una certa patente, un'auto al di sotto di un certo numero di cavalli o una certa trazione; spesso occorre aver precedentemente vinto una certa gara e per le gare su sterrato occorrono sempre gli appositi pneumatici.
Le gare endurance sono tra le più realistiche e ricordano le vere competizioni di durata: si tratta infatti di gare molto lunghe ed impegnative (le distanze variano da 99 giri alle due ore di gara), ciò comporta anche il dover cambiare gli pneumatici che si consumano gradualmente. Il montepremi in palio è enormemente più alto rispetto alle altre gare e comprende anche la vincita di auto molto rare.

## Le patenti
Il gioco eredita le patenti del capitolo precedente, necessarie per poter partecipare alle diverse categorie di gare per cilindrate e CV. patenti disponibili in ordine crescente di importanza sono B, A, I-C, I-B, I-A; è disponibile anche una patente Speciale, caratterizzata da prove di gara su circuito. I test di guida per la patente (10 prove per ogni patente) includono prove di velocità, accelerazione, frenata, derapata, controllo della trazione, e controllo del testacoda, ognuna con diversi tipi di trazioni (anteriore, posteriore e 4x4) e distribuzione del peso (anteriore, posteriore o centrale), inoltre per le prove su fuoristrada si includono prove di sbandata controllata. Ottenendo punteggi record in tutte le prove di una patente si ottiene in regalo un'auto bonus.

## La musica
La sigla del videogioco differisce nelle 3 edizioni distribuite:
nella versione statunitense la musica che accompagna le immagini è My Favourite Game dei The Cardigans incluso nel loro album Gran Turismo. Nella versione europea viene usato il remix di Faithless, My favourite game - Faithless remix, mentre nella versione giapponese è la stessa Moon Over the Castle del precedente capitolo, con un nuovo arrangiamento.

## Le auto
Il vero punto forte del gioco: oltre 600 modelli rigorosamente esistenti da comprare, elaborare in modo assolutamente realistico, mettere alla prova su un particolare tracciato ovale, e ovviamente far gareggiare.
Sono presenti modelli comuni, sportive (come Jaguar XK220, Lotus Elise 190, Audi TT Coupe), dragster, berline e coupé, ma anche auto storiche e persino un quadriciclo; tutti più o meno personalizzabili sia come pezzi (turbo, cambio, gomme..) sia come impostazioni (altezza da terra, lunghezza marce..) per personalizzare l'auto in base allo stile di guida. Le auto giapponesi hanno la particolarità di essere massicciamente modificabili, mentre le auto statunitensi sono molto potenti e allo stesso tempo molto pesanti.
Le case automobilistiche presenti nel gioco sono:
- Mercedes Benz,
- Audi,
- Volkswagen,
- Opel,
- RUF,
- Aston Martin,
- TVR,
- Jaguar,
- Lotus,
- Mini,
- Lister,
- Vauxhall,
- Citroën,
- Peugeot,
- Renault,
- Venturi,
- Alfa Romeo,
- Fiat,
- Lancia,
- Toyota,
- Mitsubishi,
- Daihatsu,
- Tommy Kaira,
- Mazda,
- Nissan,
- Suzuki,
- Honda,
- Subaru,
- Acura,
- Ford,
- Dodge,
- Shelby,
- Vector,
- Plymouth,
- Chevrolet.

Da notare come Opel e Vauxhall sono nomi diversi della stessa azienda nella realtà.
Esistono alcune vetture particolari che possono essere sbloccate solo tramite l'impiego dell'Action Replay. Tali vetture vennero inizialmente programmate nel gioco ma successivamente eliminate per motivi riguardanti le licenze di gioco.
La marca Vauxhall è presente solamente nella versione PAL, impostata nella lingua inglese

## Le modifiche
Il gioco offre la possibilità di mettere a punto la propria auto, c'è da aggiungere che non tutte le modifiche sono possibili. Tra le modifiche principali abbiamo:
- Scarichi e filtri d'aria: consiste nella sostituzione della marmitta ed altre componenti che sono dettagliatamente descritte. Questa modifica offre un discreto aumento di cavalli di potenza.
- Intercooler: è possibile scegliere tra due modelli, permette di aumentare anche considerevolmente la potenza dell'auto. Non viene montato nelle auto con motori aspirati.
- Turbina: disponibile solo per i motori turbo. Questa è la modifica che permette di raggiungere la potenza massima. Per le auto più performanti spesso si tratta di un aumento di circa 100-150 hp per ogni pezzo. Può essere selezionata solo uno dei modelli, dunque le quattro fasi non sono cumulabili.  Questa modifica è valida per le sole auto che permettono modifiche della turbina, non è dunque permesso nelle auto con motori aspirati, a parte qualche modello come la Honda Civic VTI del '93. Rispetto al motore aspirato, quello con turbina offre accelerazione e spunto migliori sin dai bassi giri a fronte di una minore velocità massima.
- Elaborazione motore aspirato: disponibili solo per i motori aspirati. Ha come effetto l'aumento considerevole dei cavalli. Come per la turbina è possibile montare solo un modello per volta. L'aumento di potenza ha questa volta più effetto sull'allungo che sull'accelerazione, poiché nel motore aspirato la curva di potenza della coppia sale più gradualmente rispetto al turbo, rendendo la vettura più maneggevole in accelerazione, soprattutto in uscita dalle curve. Da ciò si evince che l'erogazione di potenza del motore aspirato è più performante rispetto al turbo.
- Gomme: è possibile scegliere tra vari modelli di gomme, spesso la scelta varia tra aderenza massima oppure durabilità nel tempo. Le gomme di tipo sport sono tra le più performanti e permettono una guidabilità più precisa e stabile.
- Sospensioni: permette di regolare l'auto in altezza, passo, deportanza. Fondamentali nel fuoristrada, sono importanti anche nei circuiti.
- Albero motore: pezzo in carbonio.
- Frizione: tre scelte. Permette di ridurre l'intertempo tra il cambio di una marcia all'altra, ma riduce il numero di cavalli dei motori non sufficientemente potenti da sostenerli.
- Volano: pezzo in carbonio.
- Cambio: esistono tre tipi di cambio che differiscono sia nel prezzo che nelle performance. È una modifica non fondamentale ma realistica e permette di cambiare marcia in modo più rapido, riprendendo così l'accelerazione più in fretta.
- Computer: inserimento della centralina elettronica. È tra le più realistiche e permette infatti di gestire (solo teoricamente) la centralina dell'auto. A poco prezzo migliora la stabilità della vettura e aggiunge qualche cavallo.
- Smerigliatura delle luci: ottimizzazione dei passaggi nel cilindro di travaso del combustibile e scarico dell'esausto. Aggiunge qualche cavallo e soprattutto migliora la guida.
- Modifica auto da corsa: riverniciatura con applicazione delle etichette sponsor, con rimozione delle parti della vettura non funzionali alla corsa (come i sedili dei passeggeri) e aggiunta di parti aerodinamiche come alettoni e minigonne.

## Colonna sonora originale
Molte delle canzoni sono state composte da Isamu Ohira
1. Apollo Four Forty – Cold Rock the Mic – 4:30
2. Cardigans – My Favourite Game – 3:45
3. The Crystal Method – Now Is the Time [New Millennium Mix] – 5:33
4. Hole – Use Once and Destroy – 5:13
5. Creed – Unforgiven – 3:36
6. Stone Temple Pilots – Sex Type Thing – 3:39
7. Moby – Bodyrock [B&H's Body Rob Mix] – 4:41
8. Rob Zombie – Dragula [Hot Rod Herman Mix] – 4:44
9. Fear Factory, Gary Numan – Cars – 3:33
10. Garbage – I Think I'm Paranoid – 3:37
11. Boom Boom Satellites – Push Eject – 5:39
12. Filter – Hey Man, Nice Shot – 5:15
13. Soul Coughing – Super Bon Bon – 3:32
14. Playable Demo – 42:40
15. Exclusive Downloadable Codes – 5:20
16. Cool Moves/Tips from the Pads
17. Sneak Preview of Gt2000 for Playstation 2
18. Interview with the Gt2 Production Team

### OST disco 1:Gran Turismo 2
1. Moon Over The Castle (The Theme of GRAN TURISMO 2) – 6:12
2. Blue Line – 5:10
3. Never Let Me Down – 4:15
4. Blade – 3:59
5. Call Of The Wild – 4:39
6. Blowing Away – 3:56
7. Hot Tin Root – 5:17
8. Get Into It – 4:08
9. Blue Line (インストゥルメント - strumentale) – 5:14
10. Moon Over The Castle(type-R)〈Scene of GRAN TURISMO〉 – 5:10
11. Welcome Back, G.T. – 1:21
12. Windroad – 1:18
13. Poker Face – 1:22
14. Gold Rush – 0:31
15. The Drift of Air Ver.2 – 3:46
16. Soul of Garage – 2:03
17. Get Ready! – 1:43
18. You Made It! – 1:34
19. From The East – 2:47
20. The “Real” Motorious City – 2:27

### OST disco 2:Gran Turismo 2: Extended Score Groove
1. Moon Over The Castle [prologue] – 1:42
2. Moon Over The Castle – 4:42
3. Never Let Me Down – 4:30
4. From The East [vocal Version] – 4:00
5. Call of the Wild – 3:59
6. Blade – 3:43
7. Blowing Away – 4:12
8. Welcome Back, G.T. – 5:07
9. Get Ready! – 4:40
10. Get Into It – 4:22
11. You Made It! – 4:19
12. Blue Line [piano Version] – 3:12

## Accoglienza
Gran Turismo 2 ha ricevuto "il plauso universale" secondo il sito di aggregazione di recensioni Metacritic. Dan Egger di NextGen ha dichiarato: "La produzione affrettata di questo gioco ha rovinato quello che avrebbe potuto essere un seguito quasi perfetto. Allo stato attuale, Gran Turismo 2 è ancora il miglior gioco di corse mai realizzato. Immagina cosa sarebbe potuto essere se Sony non avesse commesso errori". l'uscita." In Giappone, Famitsu gli ha assegnato un punteggio di 34 su 40.
In una recensione, Air Hendrix di GamePro ha detto: "Certo, una grafica migliore sarebbe stata la ciliegina sulla torta, ma Gran Turismo 2000 per PlayStation 2 farà ammenda. Nel frattempo, puoi metterti al volante di GT2— è un'altra corsa fantastica." In un'altra recensione, Uncle Dust ha detto: "Anche se Gran Turismo 2 mostra la sua età (e l'età del suo sistema) e la modalità Rally non è all'altezza del resto Nel gioco, GT2 è quanto di più vicino possibile alla realtà e vale sempre la pena provarlo."